# Galektin-3
Galectin-3 ist ein Protein, das beim Menschen durch das LGALS3-Gen kodiert wird. Galectin-3 ist ein Mitglied der Lektin-Familie, von der 14 Galektine in Säugetieren identifiziert wurden.
Galectin-3 ist ein Mitglied der beta-Galactosid-bindenden Proteinfamilie, die eine wichtige Rolle bei der Zell-Adhäsion, extrazellulären Matrix-Wechselwirkung, Makrophagen-Aktivierung, Angiogenese, bei Metastasen und der Apoptose spielt.
Galectin-3 wird von einem einzelnen Gen, LGALS3, codiert, das sich auf Chromosom 14, Locus q21–q22, befindet. Galectin-3 wird im Zellkern, Zytoplasma, Mitochondrium, der Zelloberfläche und im extrazellulären Raum exprimiert.
Galectin-3 hat eine Affinität zu Beta-Galactosiden und weist eine antimikrobielle Aktivität gegen Bakterien und Pilze auf.
Es wurde gezeigt, dass dieses Protein an den folgenden biologischen Prozessen beteiligt ist: Zelladhäsion, Zellaktivierung, Zellwachstum und Differenzierung, Zellzyklus und Apoptose. Angesichts der breiten biologischen Funktionalität von Galectin-3 wurde gezeigt, dass es an Krebs, Entzündung, Fibrose, Herzkrankheit und Schlaganfall beteiligt ist. Studien haben auch gezeigt, dass die Expression von Galectin-3 an einer Vielzahl von Prozessen beteiligt ist, die mit Herzinsuffizienz verbunden sind, einschließlich Myofibroblasten-Proliferation, Fibrogenese, Gewebereparatur, Entzündung und Kardiales Remodeling.
Galectin-3 assoziiert mit den Primären Zilien und moduliert das Nierenzystenwachstum bei angeborener polyzystischer Nierenerkrankung.
Die funktionelle Rolle von Galektinen bei der zellulären Reaktion auf Membranschäden wird immer deutlicher. Kürzlich wurde gezeigt, dass Galectin-3 ESCRTs zu beschädigten Lysosomen rekrutiert, damit diese repariert werden können.